# Jasina
Jasina (ukr. Ясіня, Jasinia, węg. Kőrösmező, rum. Frasin, jid. ‏יאַסין‎ Jasin) – osiedle typu miejskiego na Ukrainie, w obwodzie zakarpackim, w rejonie rachowskim.

## Położenie
Miejscowość leży nad Czarną Cisą u podnóża Czarnohory i Świdowca, w Kotlinie Jasińskiej. Przez Jasinę przebiegają linia kolejowa i droga regionalna R03 z Rachowa do Jaremcza przez Przełęcz Jabłonicką.

## Gospodarka
W Jasinie działa kilka niewielkich zakładów przetwórstwa drzewa, ale miejscowość opiera swój byt przede wszystkim na turystyce i wypoczynku. Jasina stanowi punkt wypadowy w Świdowiec i Czarnohorę, co zostało zauważone nawet w czasach sowieckich, gdy zbudowano dwie ogromne tzw. turbazy, istniejące zresztą do dziś. Jest to również kurort i ośrodek narciarski o ogromnym potencjale.

## Historia
Pierwsza pisemna wzmianka o Jasinie pochodzi z 1555. W XVIII wieku wspomina się o wsi w związku z grasującymi w okolicy rozbójnikami-buntownikami, na czele z legendarnym Ołeksą Dowbuszem. W 1824 wzniesiono istniejącą do dziś drewnianą cerkiew „strukowską” – od nazwiska pasterza Struka, który pasł tu swoje owce i doznał ich cudownego rozmnożenia. We wsi i okolicy silny był huculski ruch narodowy. W listopadzie 1918 Jasina stała się ośrodkiem efemerycznej Republiki Huculskiej.

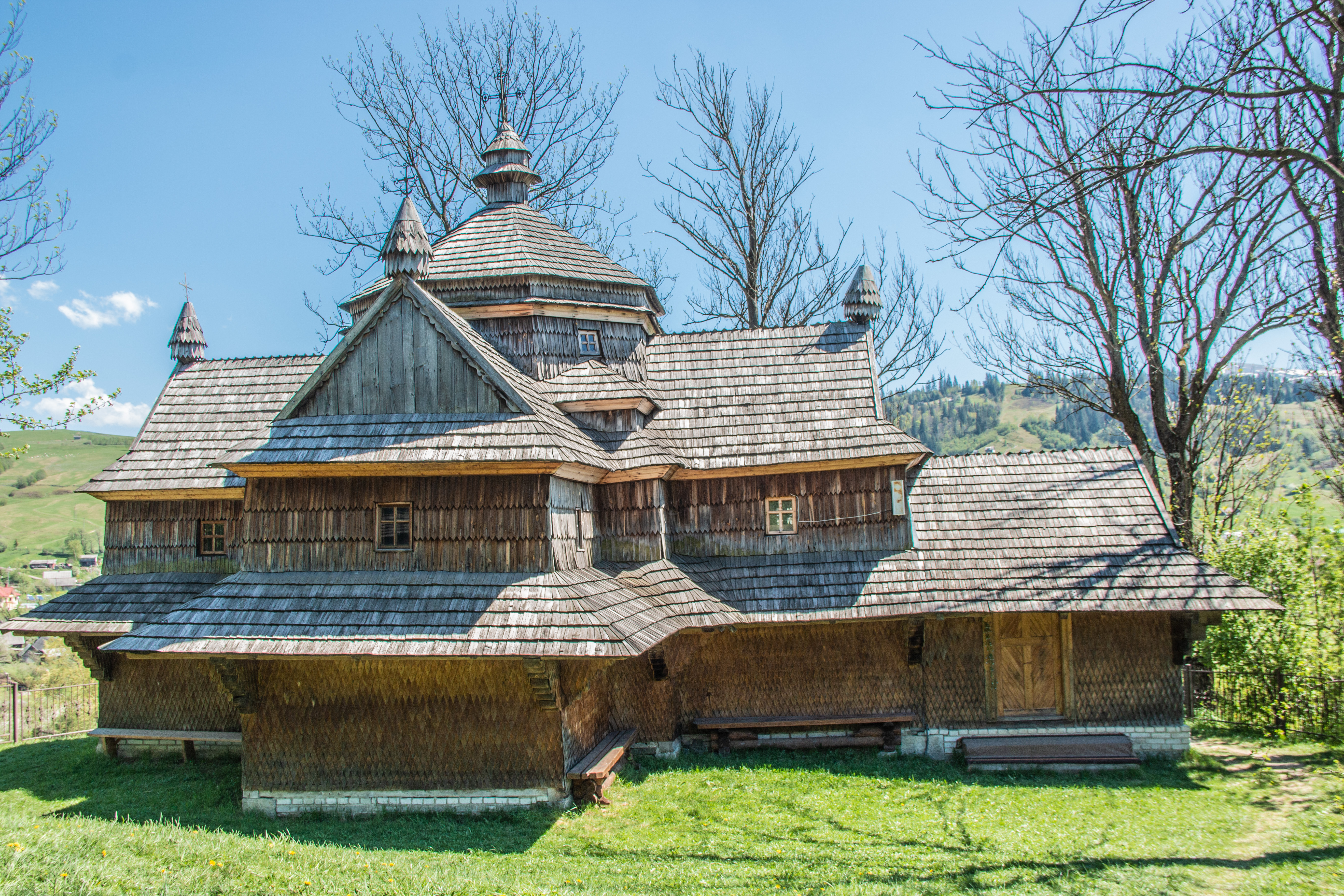
Cerkiew Wniebowstąpienia Pańskiego (UKP PM)

W latach 1919–1939 należała do państwa czechosłowackiego, w marcu 1939, po rozpadzie Czechosłowacji zajęta wraz z całą Rusią Zakarpacką przez Węgry, co formalnie potwierdził 23 czerwca 1939 parlament węgierski. Tuż przed wybuchem II wojny światowej, po zaprowadzeniu z początkiem lipca 1939 roku na terenie Zakarpacia węgierskiej administracji cywilnej, do Jasiny przeniesiono z Woronienki kolejowy graniczny urząd celny podległy Dyrekcji Ceł we Lwowie. 14 października 1944 zdobyta przez jednostki 4 Frontu Ukraińskiego i mimo początkowych prób odtworzenia na Zakarpaciu administracji czechosłowackiej po zakończeniu wojny ostatecznie wcielona do ZSRR.
Cerkiew Wniebowstąpienia Pańskiego w Jasinie w 2013 została wpisana na Listę Światowego Dziedzictwa UNESCO wraz z innymi drewnianymi cerkwiami w Polsce i na Ukrainie.
W 1989 miejscowość liczyła 7720 mieszkańców.
W 2013 liczyła 8454 mieszkańców.